# إبراهيم شيخ محي الدين
اللواء إبراهيم شيخ محيي الدين عدو (بالصومالية: Ibraahim Sheekh Muxyadiin Caddoow)‏ قائد عسكري صومالي يشغل حاليا منصب القائد العام للجيش الوطني الصومالي.

## حياته الشخصية
ولد اللواء إبراهيم شيخ محيي الدين في العاصمة الصومالية مقديشو عام 1960، و تلقى التعليم الابتدائي والثانوي في مدرسة حمر جديد الابتدائية والثانوية حتى عام 1977.
انضم إلى الجيش الوطني الصومالي عام 1977
حصل على شهادة الثانوية العامة من مدرسة وجير الثانوية في العاصمة مقديشو عام 1981.
وفي نفس العام التحق بدورة تدريبية للضباط في أكاديمية الجيش الوطني الصومالي في مقديشو وحصل على رتبة ملازم ثاني عام 1984.
خضع لتدريبات في القيادة في كلية الأركان في أكاديمية الجيش الوطني الصومالي عام 1986 ورُقّي إلى رتبة نقيب.
خضع لتدريبات متقدمة ورقي إلى رتبة رقيب عام 1988.
في عام 1990 رُقي إبراهيم إلى رتبة مقدم.
وفي نفس العام 1990 تخرج من معهد اللغات التابع الجيش الوطني الصومالي.

## حياته المهنية
عمل إبراهيم محي الدين قبل انهيار الحكومة الصومالية في مناصب قيادية في الجيش الوطني الصومالي وترقى وصولا إلى رتبة رئيس الأركان.
عمل مع الحكومة الانتقالية في عام 1991.
وعمل مع الحكومة الانتقالية في عام 2003.
نشط كرجل أعمال في الفترة ما بين 2003 و 2008.
وفي عام 2008 عينا مُحافظا لمحافظة بنادر وعمدة للعاصمة مقديشو ورئيسًا للجنة إنشاء المجلس الإقليمي لمحافظة بنادر.
رُقّي إلى رتبة عميد وشغل منصب قائد الحرس الرئاسي في الفترة ما بين 2015 و2017.
في عام 2023 عٌين قائداً للقوات المسلحة الصومالية.
في 9 نوفمبر عُين أدوا يوسف راجي خلفا له في المنصب.

## الرتب التي حصل عليها
| الرتب التي حصل عليها      | سنة الترقية | ملحوظات |  |
| ------------------------- | ----------- | ------- |  |
| ملازم (Xaddigle)          | 1984        |         |  |
| ملازم أول (laba-Xiddigle) | 1984        |         |  |
| نقيب (Dhamme)             | 1986        |         |  |
| رائد (Gaashaanle)         | 1988        |         |  |
| مقدم (Gaashaanle Dhexe)   | 1990        |         |  |
| عميد (Sareeye Guuto)      | 2015-2017   |         |  |
| لواء (Sareeye Gaas)       | 2023        |         |  |